# مايا كازان
مايا كازان (بالإنجليزية: Maya Kazan)‏ هي ممثلة أمريكية، ولدت في 24 نوفمبر 1986 في لوس أنجلوس في الولايات المتحدة.

## أعمال

### أفلام
- (2012) فرانسيس ها[5]

### مسلسلات
- الموهبة

## وصلات خارجية
- الموقع الرسمي
- مايا كازان على موقع IMDb (الإنجليزية)
- مايا كازان على موقع روتن توميتوز (الإنجليزية)
- مايا كازان على موقع ألو سيني (الفرنسية)
- مايا كازان على موقع أول موفي (الإنجليزية)
- مايا كازان على موقع قاعدة بيانات الفيلم (الإنجليزية)
- مايا كازان على موقع كينوبويسك (الروسية)